# Листок нетрудоспособности

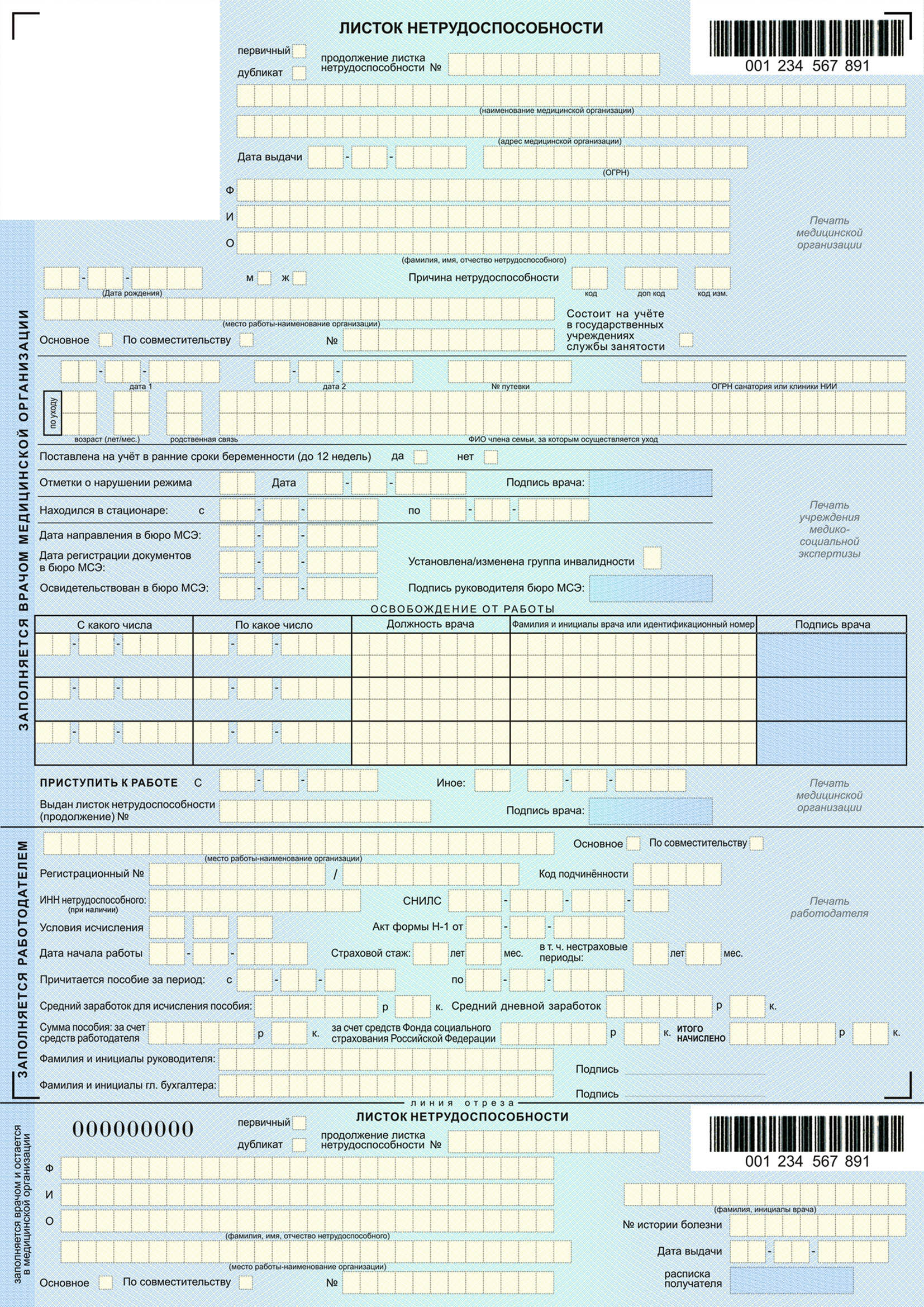
Листок нетрудоспособности, утверждённый приказом Минсоцразвития от 26.04.2011 г.

Листок нетрудоспособности (больничный лист или больничный) — документ, подтверждающий временную нетрудоспособность гражданина.

## В России
Выдается медицинским учреждением при наступлении временной нетрудоспособности, отпуску по беременности и родам, уходу за больными членами семьи.
Листок нетрудоспособности является основанием для начисления пособия по временной нетрудоспособности.
При амбулаторном лечении заболеваний (травм), отравлений и иных состояний, связанных с временной потерей гражданами трудоспособности, медицинский работник единолично выдаёт листок нетрудоспособности сроком до 15 календарных дней включительно. При сроках временной нетрудоспособности, превышающих 15 календарных дней, листок нетрудоспособности выдаётся по решению врачебной комиссии.
Листок нетрудоспособности по беременности и родам выдается врачом акушером-гинекологом, при его отсутствии — врачом общей практики (семейным врачом), а при отсутствии врача — фельдшером. Выдача листка нетрудоспособности по беременности и родам производится в 30 недель беременности единовременно продолжительностью 140 календарных дней (70 календарных дней до родов и 70 календарных дней после родов).
По данным Фонда социального страхования, озвученным в июле 2017 года, жители России оформляют около  40 млн листков нетрудоспособности в год, на их оплату тратится ежегодно не менее 300 млрд руб.
В 2015 году в России начался переход на электронные больничные. Пилотные проекты были запущены в нескольких регионах страны, в том числе в Тамбове, Астрахани, Белгороде, Хабаровске, Самаре, Татарстане и Крыму. Реализация пилотных проектов показала, что использование электронных больничных позволяет экономить расходы предприятий и медицинских организаций, снижает загруженность их персонала и вероятность злоупотреблений.
С 1 июля 2017 года электронный больничный получил статус юридического документа, равнозначного «бумажному» больничному. При переходе на электронные больничные традиционная форма оформления листков нетрудоспособности сохранится.
В 2019 году расчёт оплаты по листку нетрудоспособности зависит от трудового стажа и заработка, производится следующим образом: если трудовой стаж составляет 8 и более лет, выплачивается пособие в размере 100% заработной платы; при трудовом стаже от 5 до 8 лет — 80%; при трудовом стаже менее 5 лет — 60% заработной платы.

### Формы бланка
Приказом Минздравсоцразвития утверждена новая форма листка нетрудоспособности с 01 июля 2011 г.

## В других странах

### Франция
Во Франции отпуск по болезни оплачивается частично государственной системой социального обеспечения (Sécurité sociale) и частично ― работодателем. Для получения отпуска требуется медицинское обоснование не позднее, чем через 48 часов после первого дня болезни. Государство обеспечивает оплату больничного начиная с четвёртого дня болезни. Работодатель оплачивает дополнительную часть в зависимости от условий коллективного договора и особых случаев, предусмотренных законодательством. По общему правилу требуется, чтобы работник, проработавший более одного года, начиная с восьмого больничного дня получал от работодателя и от системы соцобеспечения вместе 90% от своей заработной платы в течение не менее 30 дней. Соотношение и количество дней рассчитывается в соответствии с количеством лет, проработанных в компании. Другие законы и соглашения могут применяться в других случаях: болезнь ребёнка, беременность, отпуск по уходу за ребёнком. С 2011 года государственным служащим не платят за первый день отпуска по болезни («jour de carence»). Это правило было отменено в 2014 году, а затем восстановлено с января 2018 года.